# Rushankou (köpinghuvudort i Kina, Shandong Sheng, lat 36,87, long 121,51)
Rushankou (kinesiska: 乳山口, 乳山口镇) är en köpinghuvudort i Kina. Den ligger i provinsen Shandong, i den östra delen av landet, omkring 400 kilometer öster om provinshuvudstaden Jinan. Antalet invånare är 31 986. Befolkningen består av 15 271 kvinnor och 16 715 män. Barn under 15 år utgör 7,0 %, vuxna 15-64 år 77 %, och äldre över 65 år 14,0 %.
Runt Rushankou är det tätbefolkat, med 276 invånare per kvadratkilometer. Närmaste större samhälle är Baishatan, 17,1 km öster om Rushankou. Trakten runt Rushankou består till största delen av jordbruksmark.
Genomsnittlig årsnederbörd är 743 millimeter. Den regnigaste månaden är juli, med i genomsnitt 206 mm nederbörd, och den torraste är februari, med 13 mm nederbörd.